# サン＝ピエール (レユニオン)
サン＝ピエール(Saint-Pierre)は、フランスの海外領土・レユニオンのコミューン。マダガスカルの東にある。レユニオン島南西部に位置し、首都サン＝ドニおよび西部のサン＝ポールにつぐレユニオン第3位の都市であり、南西部の中心都市である。

## 出身者
- フロラン・シナマ＝ポンゴル
- ディディエ・アガテ
- ディミトリ・ペイェ
- ザシャリー・ブシェ